# Verneda (metropolitana di Barcellona)
Verneda è una stazione della Linea 2 della metropolitana di Barcellona situata sotto la Carrer Alarcón di Sant Adrià de Besòs.
La stazione fu inaugurata nel 1985 come parte della L4; ma nel 2002 con il trasferimento del tratto La Pau - Pep Ventura dalla L4 alla L2 divenne una stazione di quest'ultima linea e fu adattata per l'accesso di persone con ridotta capacità motoria.

## Accessi
- Carrer Balmes - Carrer Alarcón